# Wladimir Borissowitsch Ruschailo

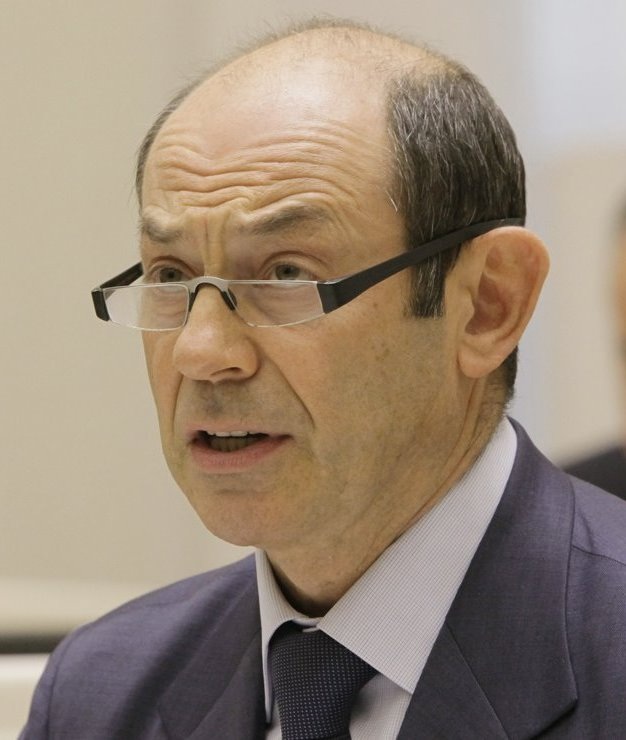
Wladimir Ruschailo (2012)

Wladimir Borissowitsch Ruschailo (russisch Владимир Борисович Рушайло; * 28. Juli 1953 in Morschansk, Oblast Tambow, Sowjetunion) ist ein russischer Politiker und war von 1999 bis 2001 Innenminister Russlands.

## Biografie
Wladimir Ruschailo war bereits seit 1972 im Innenministerium der UdSSR und später im Innenministerium der Russischen Föderation tätig.

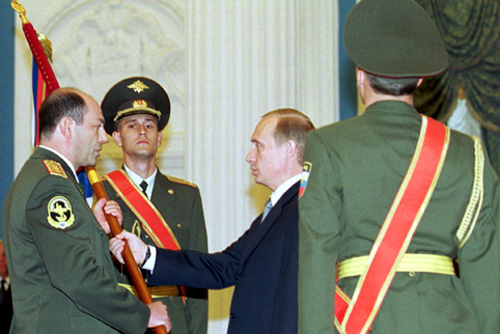
Ruschailo mit Wladimir Putin (2000)

Am 21. Mai 1999 wurde er vom russischen Präsidenten Boris Jelzin zum Innenminister der Russischen Föderation ernannt. Er war in diesem Amt Nachfolger von Sergei Stepaschin, der zu diesem Zeitpunkt zum Ministerpräsidenten ernannt wurde. Im Juni 1999 wurde Ruschailo Mitglied im Sicherheitsrat der Russischen Föderation.
Am 28. März 2001 wurde Ruschailo als Innenminister entlassen und zum Sekretär des Nationalen Sicherheitsrates ernannt. In dieser Funktion wurde er vom russischen Präsidenten Putin mit der Untersuchung des Abschusses eines russischen Passagierflugzeugs durch die ukrainische Marine am 4. Oktober 2001 beauftragt.
Am 14. Juni 2004 wurde Ruschailo zum Generalsekretär der Gemeinschaft Unabhängiger Staaten ernannt. Am 5. Dezember 2007 wurde er in den Föderationsrat gewählt, in welchem er die Oblast Archangelsk bis 25. September 2013 vertrat. Am 6. August 2014 wurde Ruschailo aus dem aktiven Militärdienst entlassen.
Ruschailo war drei Mal verheiratet und hat drei Kinder.

## Auszeichnungen (Auswahl)
Beförderungen
- 1994: Generalmajor
- 1998: Generalleutnant
- 1999: Generaloberst

- 1986:  Orden Zeichen der Ehre
- 1998:  Orden der Ehre
- 1999:  Held der Russischen Föderation (№ 507)
- 2003:  Verdienstorden für das Vaterland III. Klasse